# Escudo de Peñamellera Alta

dcha.

El escudo del concejo asturiano de Peñamellera Alta es cortado.
- En el primer cuartel cortado, podemos observar las cabezas de los Santos mártires Emeterio y Celedonio, Una carabela embistiendo una cadena que sostiene dos torres de oro almenadas, puestas sobre dos torres de plata. Este cuartel representa las armas de la ciudad de Santander, en clara alusión a la antigua pertenencia del concejo a la provincia vecina.

- El segundo cuartel cortado, una cordillera en plata y al lado siniestro la Cruz de la Victoria. Este cuartel nos muestra la Cruz de la Victoria, en referencia a su integración asturiana después de la separación que sufrió, y el Pico de Peñamellera en honor al pico que separa las dos Peñamelleras.

Al timbre corona real, abierta.
El escudo es uno más de los inventados por Octavio Bellmunt y Fermín Canella para ilustrar su obra "Asturias", siendo sus armas utilizadas en la actualidad por el ayuntamiento local, careciendo de sanción legal alguna. El único cambio adoptado por la corporación es el cambio de la corona de príncipe de Asturias por la corona real abierta. 
- Datos: Q5838200